# Grupo Santander
Grupo Santander este o bancă din Spania cu sediul la Santander și unul dintre cele mai mari instituții financiare europene. Compania a fost înființată în anul 1857. În anul 2007, după 150 de ani de la înființare, Grupo Santander era a 12-a bancă din lume după valoarea de piață și a 7-a după profit. În 2009, compania avea 90 de milioane de clienți, 3 milioane de acționari, și 170.961 angajați.
Compania deține rețelele Santander, Banesto, Santander Totta.
În octombrie 2007, Royal Bank of Scotland Group, Grupo Santander și Fortis, au anunțat că oferta lor pentru 86% din acțiunile ABN AMRO a fost acceptată,  realizând astfel cea mai mare achiziție bancară din istorie (70 miliarde Euro). În urma acesteia, Grupo Santander obține diviziile din America de Sud, mai precis Banco Real din Brazilia.
În anul 2008, Grupo Santander a cumpărat banca Alliance & Leicester din Regatul Unit, precum și divizia de depozite a băncii Bradford & Bingley, tot din Regatul Unit.